# Alassane Ouédraogo
Alassane Ouédraogo (Boussouma, 7 de setembro de 1980) é um futebolista profissional burquinense que atua como meia.

## Carreira
Alassane Ouédraogo representou o elenco da Seleção Burquinense de Futebol no Campeonato Africano das Nações de 2000 e 2002.